# E136 (trasa europejska)
E136 – trasa europejska biegnąca przez Norwegię. Zaliczana do tras kategorii B droga łączy Ålesund z Dombås. Jej długość wynosi 223 km.